# Fédération nationale des associations françaises d'inventeurs
 (août 2013).
La Fédération Nationale des Associations Françaises d'Inventeurs (FNAFI) est une association loi de 1901 fondée le 18 avril 1972. Elle regroupe la plupart des associations d'inventeurs, les exceptions principales étant :
- L'Association des inventeurs salariés (AIS) car cette dernière est consacrée[2] à un statut bien spécifique[3]
- L'Association des inventeurs et fabricants français (AIFF) car l'objet de cette dernière est d'organiser le Concours Lépine

Son siège est situé à Mérignac dans la Gironde. Les associations qu'elle regroupe totalisent environ 1.200 membres .

## Objet
Comme toute fédération, elle représente les associations qui la composent auprès de différentes instances. En particulier, il lui est attribué au titre de l'arrêté du 17 avril 2007 l'une des deux places réservées aux représentants d'inventeurs au sein du Conseil Supérieur de la Propriété Industrielle, l'autre étant attribuée à l'Association Française des Spécialistes en Propriété Industrielle de l’Industrie qui représente les industriels et leurs salariés. La FNAFI assure aussi la représentation des inventeurs auprès des pouvoirs publics français ou européens.
Ponctuellement, lors d'événements consacrés à l'innovation, elle propose aux inventeurs d'étudier la viabilité de leurs créations.

## Historique
Cette fédération a été fondée en 1972 par Marcel CHARRAS en région parisienne et elle est désormais basée en région bordelaise.
Adresses successives
79 rue du temple 75003 Paris - 12 rue Raymond-Losserand 75014 Paris - 35 rue de la Paroisse 78000 Versailles - 19 allée James Watt 33700 Mérignac - 40 avenue de la Somme 33700 Mérignac
Présidents successifs
Marcel CHARRAS (UIAIL) de 1972 à 1974 - Gérard de VILLEROCHE (AIFF) de 1974 à 1978 - Maurice GARIN (SLIAI) de 1979 à 1981 - Jean LATRILLE (ACTIF) de 1981 à 1984 - Michel DESOUTTER (AIHS) de 1984 à 1990 - Georges HERRMANN (AIFA) de 1990 à 1994 - Bernard TARAVEL (ERDI) de 1994 à 1995 - Marcel JOLLY (AMI) de 1995 à 1996 - Georges de MONESTROL (GERT71) de 1996 à 2004 - Pierre MARCILLAC (CNISF) de 2004 à 2006 - André SCHAER (FRANCINOV) de 2006 à 2008 - Bernard GUTFRIND (TRANSTECH) de 2008 à nos jours

## Prises de position
Sur deux sujets particulièrement controversés du domaine de la propriété industrielle, ses positions ont été les suivantes :
- à propos du protocole de Londres

Cet accord a divisé le monde de l'invention pendant près de huit ans, du 17 octobre 2000 (date de sa conclusion à Londres) et le 1er mai 2008 (date de son entrée en vigueur en France). La FNAFI a milité pour la ratification de l'accord, entre autres auprès du Sénat ou dans la presse avec la lettre ouverte publiée dans le Figaro.
- à propos du recours au droit d’auteur pour protéger une invention

Depuis de nombreuses années, ce sujet enflamme les esprits au point d'en amener certains jusqu'aux tribunaux : les uns affirment que seul le brevet peut protéger une invention, les autres qu'une invention est une œuvre de l'esprit comme une autre donc protégeable par le droit d'auteur. La FNAFI s'est rangée parmi les premiers, au point d'en faire une condition pour labelliser les salons d'inventeurs.

## Associations fédérées
| nom complet                                                          | emplacement du siège                      | acronyme |
| -------------------------------------------------------------------- | ----------------------------------------- | -------- |
| Association des Inventeurs et Chercheurs de l’Ouest                  | Basse-Normandie Bretagne Pays de la Loire | AICO     |
| Association des Inventeurs et Créateurs de Touraine                  | Centre-Val de Loire                       | AICT     |
| Association des Inventeurs et Fabricants d’Alsace                    | Alsace                                    | AIFA     |
| Association des Inventeurs et Innovateurs de la Région Midi-Pyrénées | Midi-Pyrénées                             | AIIRMP   |
| Association des Inventeurs Landais Et Sympathisants                  | Nouvelle-Aquitaine                        | AILES    |
| Association des Inventeurs de Paris                                  | Île-de-France                             | AIP      |
| Association Méditerranéenne des Inventeurs                           | PACA                                      | AMI      |
| Azur Innovation                                                      | PACA                                      | s.o.     |
| Futurinova                                                           | Nouvelle-Aquitaine                        | s.o.     |
| Groupe d’Etude et de Recherche Technologique en Saône-Et-Loire       | Bourgogne                                 | GERT 71  |
| Invenseine                                                           | Haute-Normandie                           | s.o.     |
| Club Invention - Europe                                              | Nouvelle-Aquitaine                        | s.o.     |
| Sciences Réunion                                                     | La Réunion                                | s.o.     |
| Société Lyonnaise des Inventeurs et Artistes Industriels             | Rhône-Alpes                               | SLIAI    |
| Transtech Aquitaine                                                  | Nouvelle-Aquitaine                        | s.o.     |

## Membres du bureau
| Prénom, Nom          | Fonction à la FNAFI    | Mandat dans une association membre   |
| -------------------- | ---------------------- | ------------------------------------ |
| Bernard GUTFRIND     | Président et Trésorier | Président de Transtech Aquitaine     |
| Georges de MONESTROL | Président d’honneur    | néant                                |
| Gérard PHILIPPE      | Vice-Président         | néant                                |
| Peter TEMEY          | Vice-Président         | Président du Club Invention - Europe |
| Jean-Marc DUBRUNFAUT | Vice-Président         | Président de Francitech              |
| Philippe LAURIER     | Secrétaire Général     | Président de l'AIP                   |
| André ROSSI          | Vice-Président         | Président de l'AMI                   |

## Lobbying
La FNAFI a publié en Septembre 2013 dans « La Jaune et la Rouge », une revue diffusée aux anciens élèves de Polytechnique, un article où elle réclame un changement de fiscalité pour les inventeurs. En résumé, elle dit que leur fiscalité actuelle pose trois problèmes :
- une complexité telle que les agents du fisc eux-mêmes en font « des interprétations variables dans le temps et l’espace. Avec un effet anticonstitutionnel : d’une commune à l’autre, il n’y a pas égalité devant l’impôt. »
- un niveau global excessif puisque l’Urssaf peut dans certains cas « réclamer à l’inventeur une cotisation minimale, même s’il ne gagne encore rien  »
- une position défavorable par rapport aux pays concurrents: un tableau comparatif, à la fin de l'article, fait apparaître la France comme le « mauvais élève » parmi tous les pays comparés.

L'article complet est consultable librement ici.

## Salons d'inventeurs en lien avec la FNAFI
| Nom du salon             | Ville                | Département          | organisateur                                                     |
| ------------------------ | -------------------- | -------------------- | ---------------------------------------------------------------- |
| Salon Inventifs          | Challans             | Vendée               | Transtech Aquitaine (dans le cadre de la Foire des Minées)       |
| Inventech                | Jonquières           | Vaucluse             | Inventech                                                        |
| I’Nov Pro                | Mérignac             | Gironde              | Transtech Aquitaine                                              |
| Salon des inventeurs     | Antony               | Hauts-de-Seine       | Club Invention - Europe (dans le cadre de la Fête de la science) |
| Foire de Châlons         | Châlons-en-Champagne | Marne                | ?                                                                |
| Moug'innov               | Mougins              | Alpes Maritimes      | ParisTech et EFI (externes à la FNAFI)                           |
| Salon Invention - Europe | Saint-Mandé          | Val de Marne         | Club Invention - Europe                                          |
| Salon Foire de Marseille | Marseille            | Bouches-du-Rhône     | AMI (dans le cadre de la Foire de Marseille)                     |
| Salon « Imagine »        | Meschers sur Gironde | Charente-Maritime    | Mairie de Meschers                                               |
| Galerie des Inventeurs   | Pau                  | Pyrénées-Atlantiques | Transtech Aquitaine (dans le cadre de la Foire de Pau)           |